# Ostrozobka ohnivotemenná
Ostrozobka ohnivotemenná (Oxyruncus cristatus, španělsky araponga-do-horto) je zpěvný pták, který obývá tropické deštné lesy v podhorských oblastech Střední a Jižní Ameriky. Živí se ovocem a hmyzem, často visí hlavou dolů mezi epifytními rostlinami a pátrá po potravě. Dosahuje délky 16–18 cm a váhy okolo 42 gramů, horní část těla je zbarvená olivově zeleně až šedohnědě a břicho přechází od žluté po bílou s černými skvrnami. Charakteristickými znaky jsou vztyčitelné jasně oranžové peří na hlavě a kuželovitý zašpičatělý zobák. Samci se ozývají pronikavým voláním „ziiiiiiu-uuuuu“. Ostrozobky často vytvářejí společná hejna s tangarami, hrnčiříky a dalšími drobnými ptáky.  
Systematika druhu je nejasná, bývá řazen do čeledi Tityridae, mezi kotingovité nebo do monotypické čeledi Oxyruncidae. Rozlišují se následující geografické poddruhy:
- Oxyruncus cristatus brooksi (Bangs & Barbour, 1922)
- Oxyruncus cristatus cristatus (Swainson, 1821)
- Oxyruncus cristatus frater (Sclater & Salvin, 1868)
- Oxyruncus cristatus hypoglaucus (Salvin & Godman, 1883)
- Oxyruncus cristatus tocantinsi (Chapman, 1939)